# 圣嘉耶当堂 (帕多瓦)
圣嘉耶当堂（San Gaetano）是帕多瓦中心的一座教堂，其立面由文艺复兴建筑师Vincenzo Scamozzi设计。 
该堂建于1574年至1586年，属于圣嘉耶当创立的神职界修会。赞成修建的Carafa枢机后来成为教宗保禄四世。此处原有一座圣方济各教堂。
该堂内部为八角形，装饰华丽的彩色大理石。
相邻的17世纪修道院已被改造成一个现代化的博物馆和文化中心。